# Jiří Patera
Pour les articles homonymes, voir Patera.

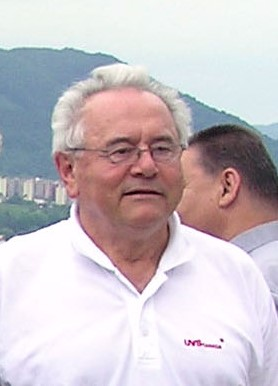
Jiří Patera en 2010.

Jiří Patera (10 octobre 1936 à Zdice (Tchécoslovaquie) - 3 janvier 2022 à Montréal (Canada), est un physicien-mathématicien canadien d'origine tchécoslovaque, professeur (professeur titulaire) à l'Université de Montréal (Centre des recherches mathématiques, CRM), connu pour ses travaux en théorie des groupes et groupes de Lie, en cryptographie et avec les quasi-cristaux.

## Biographie
Après avoir obtenu son diplôme d'études secondaires à Děčín, Jiří Patera étudie la physique théorique à l'université d'État de Moscou. Il se marie également à Moscou. Après son retour en Tchécoslovaquie, il travaille à l'Institut de physique nucléaire de l'Académie tchécoslovaque des sciences à Řež. En 1964, il obtient son doctorat à l'Université Charles de Prague. Il émigre au Canada peu de temps après, arrivant alors à Montréal en 1965.
Il travaille d'abord en théorie des groupes, en particulier des groupes de Lie avec des applications en physique.
En 1965, il devient boursier postdoctoral à l'Université de Montréal et entame son travail sur l'application des groupes de Lie en physique théorique. Vers les années 1965-1972, il publie plusieurs ouvrages dans le domaine de la théorie constructive de la représentation des groupes de Lie compacts. Ce travail culmine en 1981 avec la publication (avec WG McKay) de Tables de dimensions, d'indices et de règles de branchement pour les représentations d'algèbres de Lie simples. Après 1982, il poursuit sa collaboration avec Robert Moody dans ce domaine et publie plusieurs ouvrages majeurs.
Plus tard, il s'intéresse aux applications en cryptographie, traitement d'images et générateurs de nombres aléatoires et surtout, en partie en collaboration avec Robert Moody, aux quasi-cristaux.
Patera est connu pour ses travaux sur le calcul constructif, jusqu'à l'implémentation logicielle concrète, des représentations des groupes de Lie, sur lesquels il a également écrit un livre avec des tableaux des règles de branchement qui se produisent lors de la division des représentations d'un groupe de Lie lors de l'examen des représentations de ses sous-groupes,. Ces tables ont des applications dans l'étude des grandes unifications (GUT) en physique des particules élémentaires. Dans les GUT, un groupe fédérateur de niveau supérieur est décomposé en ses sous-groupes, en cas de brisure de symétrie, et les représentations du groupe auquel correspondent les particules élémentaires sont également décomposées en conséquence.
Il a également travaillé avec Hans Zassenhaus et Robert Moody,.
En 2004, il a reçu le prix CAP/CRM en physique théorique de l'Association canadienne des physiciens (CAP).

## Distinctions
- Doctorat honoris causa de l'université technique de Prague (2005)[7]
- Prix ACP-CRM (2004)[8]
- Méthodes algébriques en physique : Symposium sur le 60e anniversaire de Jiří Patera et Pavel Winternitz (Montréal, 1997)[1]
- Bourse Killam du Conseil des arts du Canada (1991)[9]

## Principales œuvres
- (en) S. Kass, R. V. Moody, J. Patera et R. Slansky, Affine Kac-Moody Algebras, Weight Multiplicities and Branching Rules, vol. 1 & 2, Berkeley, University of California Press, 1991, 897 p. (ISBN 0-520- 06768-1)
- (en) W. G. McKay, J. Patera et D. Rand, Tables of representations of simple Lie algebras, vol. I : Exceptional simple Lie algebras, Montréal, Les Publications CRM, 1990, 318 p. (ISBN 2921120062)
- (en) W. G. McKay, J. Patera et D. Rand, simpLie Users Manual: Macintosh software for representations of simple Lie algebras, Montréal, Les Publications CRM, 1990, 49 p. (ISBN 2-921120-07-0)
- (en) M. R. Bremner, R. V. Moody et J. Patera, Tables of dominant weight multiplicities for representations of simple Lie algebras, New York, Marcel Dekker, 1985, 340 p. (ISBN 0-8247-7270-9)
- (en) W. G. McKay et J. Patera, Tables of dimensions, indices, and branching rules for representations of simple Lie algebras, New York, Marcel Dekker, 1981, 317 p. (ISBN 0-8247-1227-7)
- (en) J. Patera et D. Sankoff, Branching rules for representations of simple Lie algebras, Montréal, Presses Université de Montréal, 1973, 99 p. (ISBN 0-8405-0228-1)

## Postérité
Selon le Mathematics Genealogy Project, Jiří Patera compte six descendants en mathématiques, dont trois étudiants.